# 陶土
陶土，又稱陶泥，是燒製陶瓷器的原料，即用於燒制陶器、炻器和瓷器的高嶺土。顏色不纯，為黄褐色、灰白色、红紫色等色混雜而成。含有铁质，具吸水性和吸附性，加水後具可塑性。礦物成分複雜，主要由高嶺石、水白雲母、蒙脱石、石英和長石组成。顆粒大小不一致，常含砂粒、粉砂和粘土等物質。